# الوكالة الوطنية لإنجاز وتسيير جامع الجزائر
الوكالة الوطنية لإنجاز وتسيير جامع الجزائر مؤسسة رسمية جزائرية مختصة في إنجاز وتسيير جامع الجزائر، ويقع مقرها في ولاية الجزائر.
هذه الوكالة تشرف عليها مديرية الشؤون الدينية والأوقاف لولاية الجزائر تحت وصاية وزارة الشؤون الدينية والأوقاف.

## الموقع

### الجوار
يقع مقر الوكالة الوطنية لإنجاز وتسيير جامع الجزائر على بعد 10 كلم إلى الشرق من مدينة الجزائر العاصمة، وعلى بعد 1 كلم عن البحر الأبيض المتوسط.
تقع هذه الوكالة بلدية المحمدية بـمتيجة ومنطقة القبائل.

### الأرضية والعقار
انصب الاهتمام على البحث عن موقع وأرضية لاحتضان المشروع باعتبار أن الموقع والساحة هما عنصران أساسيان في تجسيده.
ولذلك كلفت ولاية الجزائر باقتراح الموقع المناسب وأسندت بدورها هذه المهمة إلى المركز الوطني للدراسات والأبحاث التطبيقية حيث تم بهذا الصدد مسح عدد من المواقع (10) في البلديات التالية: بوزريعة، سطاولي، الشراقة، حسين داي، الخروبة، وأخيرا بلدية المحمدية.
وتم في 5 أكتوبر 2006م إصدار المرسوم التنفيذي رقم 06-349 المتضمن التصريح بالمنفعة العمومية للعملية المتعلقة بإنجاز جامع الجزائر الذي يحدد الأرضية بمساحة تقدر بــــ 20 هكتار ببلدية المحمدية.

## تاريخ
تم إنشاء الوكالة الوطنية لإنجاز وتسيير جامع الجزائر بموجب المرسوم التنفيذي رقم 05-137 الصادر بتاريخ 25 أفريل 2005م.
ثم تم تعديل وإتمام مرسوم الإنشاء بواسطة المرسوم التنفيذي رقم 14-317 الصادر بتاريخ 12 نوفمبر 2014م.
وقد نقل نفس المرسوم رقم 14-317 بتاريخ 12 نوفمبر 2014م وصاية الوكالة الوطنية لإنجاز وتسيير جامع الجزائر من وزير الشؤون الدينية والأوقاف إلى وزارة السكن.
وهذان المرسومان التنفيذيان يجعلان الوكالة الوطنية لإنجاز وتسيير جامع الجزائر هي الهيئة الحكومية المكلفة بمتابعة إنجاز وتسيير جامع الجزائر.
تضطلع هذه الوكالة بمهام إنجاز وتسيير جامع الجزائر باعتبارها صاحبة المشروع المتعلق بهذا الصرح الديني لفائدة الدولة الجزائرية.
وتتمثل هذه الأهداف في:
- إنجاز جامع الجزائر بالتوافق مع الملفالتقني المنجز لهذا الغرض بالتنسيق مع المصالح المختصة في الوزارة الوصية.
- تنسيق أعمال المؤسسات والهيئات المشاركة في إنجاز هذا المشروع.
- المبادرة إلى الأعمال التي تساهم فيتنفيذ المشروع.
- تسيير جامع الجزائر مع ملحقاته مع التكفل بصيانته وتطويره وعصرنته.
- التكفل بكل العمليات التجارية، الصناعية والمالية المتعلقة بموضوع هذا المشروع.
- نسج علاقات تعاون مع كل المؤسسات والهيئات المشابهة للوكالة.

## المدراء
| رقم° | المدير         | البداية         | النهاية         |
| ---- | -------------- | --------------- | --------------- |
| 01   | محمد لخضر علوي | 2008م           | 13 نوفمبر 2013م |
| 02   | محمد قشي       | 25 أكتوبر 2015م | (حاليا)         |

## الإنجاز
لجأت الوكالة الوطنية لإنجاز وتسيير جامع الجزائر إلى الشركة الصينية الشركة الصينية الحكومية لهندسة البناء التي تم تكليفها بإنجاز جامع الجزائر.
وقد انطلقت العمليات الأولى لإنجاز أساسات البناء المسجدي بالإسمنت بتاريخ 16 أوت 2012م بعد تنظيم حفل الشروع في الأشغال.
وقد وفر مشروع بناء هذا المسجد ما يربو عن 17000 منصب شغل ما بين عمال صينيين وجزائريين.

## مكاتب الدراسات
لقد تكفل بتصميم جامع الجزائر مهندسو المجمع الألماني المكون من مكتبي الدراسات الألمانيين « KSP Jürgen Engel Architekten » و« Krebs und Kiefer » إلى غاية سنة 2016م.

## المهام
يندرج جامع الجزائر ضمن برنامج ديني وثقافي وعلمي عظيم أقرتـــــه الدولة الجزائرية في إطار برامج التنمية الشاملة للبلاد.
سيصبح هذا الجامع مكانا جامعا يقصده الزوار للقاء والعبادة والنزهة يلتقي فيه المجتمع العاصمي والمجتمع الجزائري عامة، يكون ذا طابع مزدوج، ليس فقـــــط باعتباره فضاء يلتقي فيه عباد الرحمان لتأدية فرائض الصلاة.
ولكنه أيضا، قطب جذاب يلتقي في رحابه الباحثون والمؤرخون والفنانون والمبدعون، طلبة العلم والمعرفة والسواح والعامة.
ينتظر من هذا الفضاء الرحب أن يصبح قطبا جديدا للنشاط والتبادل، وشاهدا روحيا يصرخ بأعماق البعد الثقافي والنمط الهندسي المعماري لهذه الأمة.
جامع الجزائر هو شاهد ورمز في ذات الوقت، يؤرخ لمرحلة هامة من تاريخ الجزائر المجيد فيصبح جامع الاستقلال واستعادة السيادة الوطنية، كما أرخ من قبله الجـــامع الكبير الذي بناه المرابطون في القرن الحادي عشر (11) ومسجد كتشاوة الذي شيد في القرن السابع عشـــر (17) أثناء الفترة العثمانية
مجسم ومهيكل بجميع المقاييس يندرج ضمن التهيئة الجديدة لخليج العاصمة الخلاب، فجامع الجزائر بطابعه الخاص سيضم بين أحضانه أيضا أنشطة ذات طابع روحي وثقافي وعلمي، كما هو دائما الإسلام في الجزائر، يبرز ضمن خصائص العاصمة بأبعاد إستراتيجية ليس فقط كإنجاز لمجموعة من التجهيزات العمومية المتناسقة ولكنه، بالأخص كمعلم حقيقي يجمع بين الأصالة والعصرنة يكون في مستوى عاصمة بلد مثقل بالأحداث التاريخية الزاخرة بالأمجاد والبطولات.

## البعد الحضاري
هذه المدينة هي التي أسست لدولة الجزائر في مطلع القرن السادس عشر (16)، وقد فرضت نفسها من خلال مميزاتها الطبوغرافية والمورفولوجية التي يتصدر موقعها في اليابسة المثلث المهيكل بضريح الولي الصالح سيدي عبد الرحمان الثعالبي.
انطلاقا من هذه المعطيات التاريخية والمعمارية للعاصمة، ونظرا للموقع الذي تم اختياره لتشييد جامع الجزائر، وهو موقع يتميز عن العاصمة القديمة وعن رياض الفتح بوجوده في الوجهة البحرية، ومن ذلك فإنه سيصبح قطبا جديدا يفرض نفسه من خلال هندسة تكون مفعمة بالبعد الروحي والجانب الجمالي في تناسق تام مع مجموعة التهيئة الخاصة بخليج العاصمة وبصورة تسمح بهيكلة المنظر العام.
إن تحديات الهندسة المعمارية لمشروع جامع الجزائر كانت عديدة ومتنوعة، لأنه من خلالها كان ينبغي أن نقرأ بصورة واضحة انتماءا إلى تاريخ مجيد وإلى حضــارة راسخة مع الاندماج الكلي في عالم العصرنة والتطور.
وعليه فإن صاحب الإبداع «المهندس المعماري» كان يتحتم عليه أن يضع نصب عينيه هدفا أساسيا يتمثل في التوفيق بين العصرنة والأصالة بين العظمة والبساطة والاندماج بصورة تجعل مجرد النظرة إلى هذا القطب الجذاب يبرز شعور قوي بالانتماء إلى هوية هذا البلد.
إن مكان عبادة الرحمان هذا، سيصبح موقعا محوريا في حياة الجزائريين بإنشائه لمركب وحيد أين يمكن للمواطن أن يقصده للصلاة ولحضور نشاطات عديدة ومتنوعة دينية وثقافية واجتماعية وعلمية والنزهة والترفيه.
ونظرا للطابع السيادي للمشروع، فسيصبح من الضروري أن يكتسي موقــــع جامع الجزائر بكامله توقيعا هندسيا مستمدا من الروح المغاربية بخصوصية جزائريــة تأخذ بالحسبان تطور التقنيات والتكنولوجيات لتعبر عن التطــــور باستنطاق الأنمـــاط التقليدية التي تستجيب للحاضر وتقاوم الزمن.

## وصلات خارجية
- الموقع الرسمي لوزارة الشؤون الدينية والأوقاف بالجزائر
- الموقع الرسمي للوكالة الوطنية لإنجاز وتسيير جامع الجزائر

## مقالات إضافية
- المرجعية الدينية الجزائرية
- وزارة الشؤون الدينية والأوقاف بالجزائر
- اللجنة الوطنية لمراقبة الأهلة
- الحزب الراتب: الحزاب - الباش حزاب - السلكة
- المجلس العلمي للإفتاء بالجزائر
- التراث الفقهي الجزائري
- المجلس الإسلامي الأعلى بالجزائر
- مديرية الشؤون الدينية والأوقاف لولاية الجزائر
- قائمة المساجد في ولاية الجزائر